# Liga de Campeones de Baloncesto de las Américas 2021
La edición 2021 de la Liga de Campeones de Baloncesto de las Américas (en inglés y oficialmente Basketball Champions League Americas) fue la segunda edición del nuevo torneo continental de FIBA para la región Américas. Contó con 12 equipos de todo el continente y se disputó en formato burbujas por la pandemia de COVID-19. El campeón fue Flamengo de Brasil.

## Equipos participantes
Durante esta edición y producto de la pandemia varios equipos tuvieron invitaciones por parte de la organización.
Los cupos que correspondían a la Liga Uruguaya fueron reemplazados por cupos para otros equipos. En un principio se contempló invitar a Aguada y Biguá, clubes que habían clasificado para la edición anterior, y agregó en su lista de candidatos a Nacional (que terminó tercero en la última Liga). Ante la negativa de los clubes a participar, se continuó invitando instituciones hasta confirmar a Aguada y Peñarol (que curiosamente ascendió desde la Segunda División y disputará por primera vez la Liga Uruguaya de Básquetbol en 2021). Posteriormente confirmaron que se bajaban del torneo.
Además el representante chileno clasificado para la competencia desistió y en su lugar se buscó otro reemplazante del mismo país.
| País              | Equipo                                    | Vía de clasificación |
| ----------------- | ----------------------------------------- | --- |
| Argentina 4 cupos | Quimsa San Lorenzo Instituto Obras Basket | 1.° de la tabla de Liga Nacional de Básquet 2019-20 antes de pandemia 2.° de la tabla de Liga Nacional de Básquet 2019-20 antes de pandemia Invitado                                                              |
| Brasil 4 cupos    | Flamengo Franca BC São Paulo Minas TC     | 1.° de la tabla del Novo Basquete Brasil 2019-20 antes de pandemia 2.° de la tabla del Novo Basquete Brasil 2019-20 antes de pandemia 3.° de la tabla del Novo Basquete Brasil 2019-20 antes de pandemia Invitado |
| Chile 1 cupo      | Universidad de Concepción                 | Invitado |
| Colombia 1 cupo   | Titanes de Barranquilla                   | Campeón de la Liga Colombiana de Baloncesto 2020 |
| Nicaragua 1 cupo  | Real Estelí                               | Invitado |
| Panamá 1 cupo     | Caballos de Coclé                         | Invitado |

## Formato de competencia
Los doce (12) equipos fueron divididos cuatro (4) grupos de tres (3) equipos cada uno por regiones dentro del formato burbuja, lo cual fue anunciado oficialmente el 6 de enero de 2021, por lo que no hubo sorteo.
| Grupo A                 | Grupo B                   | Grupo C      | Grupo D   |
| ----------------------- | ------------------------- | ------------ | --------- |
| Real Estelí             | Quimsa                    | Obras Basket | Flamengo  |
| Titanes de Barranquilla | Universidad de Concepción | San Lorenzo  | Instituto |
| Caballos de Coclé       | São Paulo                 | Franca BC    | Minas TC  |

### Ventanas
El torneo contará con distintas ventanas para jugar partidos en las sedes burbuja: Grupos B y C el 31 de enero, 1 y 2 de febrero, mientras los grupos A y D serán el 3, 4 y 5 de febrero. La fase de grupos continuará con otras burbujas entre el 4 y el 9 de marzo y entre el 24 y el 29 de marzo. Los ganadores de cada uno de los grupos se medirán en un Final 4 entre el 8 y el 13 de abril.
Primera ventana
- Grupo A: Polideportivo Alexis Argüello, Managua, del 3 al 5 de febrero
- Grupo B y C: Estadio Obras Sanitarias, Buenos Aires, del 31 de enero al 2 de febrero
- Grupo D: Gimnasio Maracanãzinho, Río de Janeiro, del 3 al 5 de febrero

Segunda ventana
- Grupo A: Coliseo Elías Chegwin, Barranquilla, del 4 al 6 de marzo
- Grupo B: Casa del Deporte, Concepción, del 4 al 6 de marzo
- Grupo C: Estadio Obras Sanitarias, Buenos Aires, del 7 al 9 de marzo
- Grupo D: Arena Minas Tênis Clube, Belo Horizonte, del 7 al 9 de marzo

Tercera ventana
- Grupo A: Arena Roberto Durán, Ciudad de Panamá, del 27 al 29 de marzo
- Grupo B: Ginásio Poliesportivo Doutor Antônio Leme Nunes Galvão, São Paulo, del 27 al 29 de marzo
- Grupo C: Ginásio Pedrocão, Franca, del 24 al 26 de marzo
- Grupo D: Gimnasio Ángel Sandrín, Córdoba, del 24 al 26 de marzo

## Primera ronda

### Grupo A
| Pos. | Equipo                  | Pts | PJ | PG | PP | PF  | PC  | Dif |
| ---- | ----------------------- | --- | -- | -- | -- | --- | --- | --- |
| 1.   | Real Estelí             | 10  | 6  | 4  | 2  | 456 | 471 | –15 |
| 2.   | Caballos de Coclé       | 9   | 6  | 3  | 3  | 453 | 457 | –4  |
| 3.   | Titanes de Barranquilla | 8   | 6  | 2  | 4  | 485 | 466 | +19 |

|  | Clasificados a la siguiente fase del torneo. |

Primera ventana
| 3 de febrero, 20:10 (UTC–6:00) | Real Estelí                                                                            | 78–69                | Caballos                                                                                 | Managua |  |
|                                | Parciales: 14–17, 16–16, 22–12, 26–24                                                  |                      |                                                                                          | |  |
|                                | Estadísticas Jezreel De Jesús / Renaldo Miguel Balkman 20 Deji Akindele 8 Jared Ruiz 9 | Reporte Pts Reb Asts | Estadísticas 16 Ernesto Oglivie 16 Jaime Lloreda / Eugenio Luzcando / Carlos Rodríguez 4 | Pabellón: Polideportivo Alexis Argüello Árbitros: Jorge Vázquez Alexis Mercado Pacheco Natalia Cuello Cuello |  |

| 4 de febrero, 20:10 (UTC–6:00) | Caballos                                                              | 74–67                | Titanes                                                             | Managua                                                                                               |  |
|                                | Parciales: 15–15, 22–26, 21–11, 16–15                                 |                      |                                                                     | |  |
|                                | Estadísticas Ernesto Oglivie 17 Ernesto Oglivie 12 Eugenio Luzcando 9 | Reporte Pts Reb Asts | Estadísticas 19 Jonathan Rodríguez 11 Juan Palacios 7 Adris de León | Pabellón: Polideportivo Alexis Argüello Árbitros: Jorge Vázquez Alexis Mercado Pacheco José Fernández |  |

| 5 de febrero, 20:10 (UTC–6:00) | Real Estelí                                                             | 79–88                | Titanes                                                            | Managua                                                                                               |  |
|                                | Parciales: 18–20, 19–22, 22–17, 20–29                                   |                      |                                                                    | |  |
|                                | Estadísticas Jezreel De Jesús 20 Renaldo Miguel Balkman 11 Jared Ruiz 4 | Reporte Pts Reb Asts | Estadísticas 19 Jonathan Rodríguez 9 Justin Williams 7 Selem Safar | Pabellón: Polideportivo Alexis Argüello Árbitros: Jorge Vázquez Alexis Mercado Pacheco José Fernández |  |

Segunda ventana
| 4 de marzo, 19:40 (UTC–5:00) | Titanes                                                                     | 79–80                | Caballos                                                                                     | Barranquilla                                                                      |  |
|                              | Parciales: 22–23, 15–21, 17–13, 25–23                                       |                      |                                                                                              |                                                                                   |  |
|                              | Estadísticas Selem Safar 20 Justin Dennis Williams 20 Jonathan Rodríguez 20 | Reporte Pts Reb Asts | Estadísticas 22 Ernesto Oglivie 8 José Jaime Lloreda Ferrón 6 Tjader Javier Fernández García | Pabellón: Coliseo Elías Chegwin Árbitros: Juan Fernández Jesed Díaz Micaela Prado |  |

| 5 de marzo, 19:40 (UTC–5:00) | Caballos | 72–74                | Real Estelí                                                                                  | Barranquilla                                                                      |  |
|                              | Parciales: 15–21, 22–14, 15–18, 20–21                                                                       |                      |                                                                                              |                                                                                   |  |
|                              | Estadísticas Ernesto Oglivie 21 Ramón Clemente 10 Emmanuel Andújar Ortíz / Tjader Javier Fernández García 4 | Reporte Pts Reb Asts | Estadísticas 18 Jezreel De Jesús 8 Alexander Demetri Franklin 3 Jared Ruiz / Jeleel Akindele | Pabellón: Coliseo Elías Chegwin Árbitros: Juan Fernández Felipe Ibarra Jesed Díaz |  |

| 6 de marzo, 19:40 (UTC–5:00) | Titanes                                                                                      | 98–66                | Real Estelí                                                                                        | Barranquilla                                                                         |  |
|                              | Parciales: 27–16, 24–14, 26–15, 21–21                                                        |                      | |                                                                                      |  |
|                              | Estadísticas Antonio Miguel Peña Wright 22 Antonio Miguel Peña Wright 8 Jonathan Rodríguez 7 | Reporte Pts Reb Asts | Estadísticas 23 Renaldo Miguel Balkman 16 Renaldo Miguel Balkman 3 Sharlon Hodgson / Javier Mojica | Pabellón: Coliseo Elías Chegwin Árbitros: Juan Fernández Felipe Ibarra Micaela Prado |  |

Tercera ventana
| 27 de marzo, 18:10 (UTC–5:00) | Caballos                                                             | 72–78                | Real Estelí                                                     | Panamá                                                                                    |  |
|                               | Parciales: 15–25, 23–16, 22–21, 12–16                                |                      |                                                                 |                                                                                           |  |
|                               | Estadísticas Ernesto Oglivie 16 Ernesto Oglivie 8 Tjader Fernández 8 | Reporte Pts Reb Asts | Estadísticas 28 Jezreel De Jesús 9 Bartel López 4 Javier Mojica | Pabellón: Arena Roberto Durán Árbitros: Cristiano Maranho Fabricio Vito Christian Wilmore |  |

| 28 de marzo, 18:10 (UTC–5:00) | Real Estelí                                                    | 81–72                | Titanes                                                           | Panamá                                                                                    |  |
|                               | Parciales: 28–14, 15–22, 19–16, 19–20                          |                      |                                                                   |                                                                                           |  |
|                               | Estadísticas Jereel De Jesús 23 Jereel De Jesús 8 Jared Ruiz 3 | Reporte Pts Reb Asts | Estadísticas 18 Juan Tello 7 Justin Williams 4 Jonathan Rodríguez | Pabellón: Arena Roberto Durán Árbitros: Cristiano Maranho Fabricio Vito Roberto Mota Inoa |  |

| 29 de marzo, 18:10 (UTC–5:00) | Caballos                                                            | 86–81                | Titanes                                                  | Panamá                                                                                    |  |
|                               | Parciales: 23–15, 19–23, 28–19, 16–24                               |                      |                                                          |                                                                                           |  |
|                               | Estadísticas Josimar Ayarza 30 Ernesto Oglivie 11 Ernesto Oglivie 5 | Reporte Pts Reb Asts | Estadísticas 19 Selem Safar 7 Juan Tello 4 Adris De León | Pabellón: Arena Roberto Durán Árbitros: Cristiano Maranho Fabricio Vito Roberto Mota Inoa |  |

### Grupo B
| Pos. | Equipo                    | Pts | PJ | PG | PP | PF  | PC  | Dif |
| ---- | ------------------------- | --- | -- | -- | -- | --- | --- | --- |
| 1.   | Quimsa                    | 7   | 4  | 3  | 1  | 325 | 312 | +13 |
| 2.   | São Paulo                 | 6   | 4  | 2  | 2  | 310 | 270 | +40 |
| 3.   | Universidad de Concepción | 5   | 4  | 1  | 3  | 297 | 350 | –53 |

|  | Clasificados a la siguiente fase del torneo. |

Primera ventana
| 31 de enero, 17:10 (UTC–3:00) | Quimsa                                                               | 81–75                | U de C                                                              | Buenos Aires                                                                                                  |  |
|                               | Parciales: 26–21, 18–15, 21–14, 16–25                                |                      |                                                                     | |  |
|                               | Estadísticas Pablo Iván Gramajo 22 Ferrakohn Hall 5 Fabián Ramírez 4 | Reporte Pts Reb Asts | Estadísticas 23 Durrell Summers 16 Luis Santos 3 Sebastián Carrasco | Pabellón: Estadio Obras Sanitarias Árbitros: Andrés Gastón Bartel Maina Andreia Silva Gonzalo Salgueiro Marti |  |

| 1 de febrero, 20:10 (UTC–3:00) | São Paulo | 94–47                | U de C                                                                      | Buenos Aires |  |
|                                | Parciales: 26–12, 25–14, 28–12, 15–9 |                      |                                                                             | |  |
|                                | Estadísticas Jefferson William Andrade Da Silva 17 Jefferson William Andrade Da Silva / Gerson Do Espiritu Santo Junior 11 Georginho De Paula / Kenny Montrell Dawkins 7 | Reporte Pts Reb Asts | Estadísticas 18 Durrell Summers 10 Carlos Alberto Milano Paez 3 Diego Silva | Pabellón: Estadio Obras Sanitarias Árbitros: Ándres Gastón Bartel Maina Carlos Andrés Peralta Ortega Virginia Soledad Peruchini |  |

| 2 de febrero, 20:10 (UTC–3:00) | Quimsa                                                                                                 | 72–75                | São Paulo                                                                 | Buenos Aires |  |
|                                | Parciales: 21–14, 12–16, 14–21, 21–7 (T.E.: 4–7)                                                       |                      |                                                                           | |  |
|                                | Estadísticas Diamon Simpson 14 Brandon Robinson / Diamon Simpson / Fabián Ramírez 7 Brandon Robinson 4 | Reporte Pts Reb Asts | Estadísticas 29 Lucas Mariano 13 Georginho De Paula 11 Georginho De Paula | Pabellón: Estadio Obras Sanitarias Árbitros: Andrés Gastón Bartel Maina Carlos Andrés Peralta Ortega Gonzalo Salgueiro Marti |  |

Segunda ventana
| 4 de marzo, 19:10 (UTC–3:00) | U de C                                                       | 97–99                | Quimsa                                                                     | Concepción |  |
|                              | Parciales: 26–20, 17–31, 29–25, 25–23                        |                      |                                                                            | |  |
|                              | Estadísticas Brandon Moss 33 Brandon Moss 13 Carlos Lauler 5 | Reporte Pts Reb Asts | Estadísticas 16 Leonardo Mainoldi 7 Diamon Simpson 4 Franco Andrés Baralle | Pabellón: Casa del Deporte Árbitros: Julio César Anaya Freile Rodrigo León Mejía Mesa Carol Sacramento García Ferro |  |

| 5 de marzo, 19:10 (UTC–3:00) | São Paulo                                                                                                  | 65–73                | Quimsa                                                                      | Concepción |  |
|                              | Parciales: 14–25, 16–10, 22–14, 13–24                                                                      |                      |                                                                             | |  |
|                              | Estadísticas Kenny Montrell Dawkins 19 Renan Lenz / Jefferson William Andrade Da Silva 9 Corderro Bennet 6 | Reporte Pts Reb Asts | Estadísticas 19 Brandon Robinson 10 Diamon Simpson 4 Mauro Nicolás Cosolito | Pabellón: Casa del Deporte Árbitros: Julio César Anaya Freile Rodrigo León Mesa Mejía Gonzalo Salgueiro Marti |  |

| 6 de marzo, 19:10 (UTC–3:00) | U de C                                                                                          | 78–76                | São Paulo                                                                             | Concepción |  |
|                              | Parciales: 20–23, 20–24, 27–13, 11–16                                                           |                      |                                                                                       | |  |
|                              | Estadísticas Daniel Pieter Prinsloo 24 Daniel Pieter Prinsloo / Brandon Moss 10 Carlos Lauler 6 | Reporte Pts Reb Asts | Estadísticas 22 Lucas Mariano 8 Corderro Bennet / Renan Lenz 5 Kenny Montrell Dawkins | Pabellón: Casa del Deporte Árbitros: Julio César Anaya Freile Gonzalo Salgueiro Marti Carol Sacramento García Ferro |  |

Tercera ventana
| 27 de marzo | São Paulo             | suspendido | U de C | São Paulo |
|             | Parciales: –, –, –, – |            |        |           |
|             |                       |            |        | Árbitros: |

| 28 de marzo | Quimsa                | suspendido | U de C | São Paulo |
|             | Parciales: –, –, –, – |            |        |           |
|             |                       |            |        | Árbitros: |

| 29 de marzo | São Paulo             | suspendido | Quimsa | São Paulo |
|             | Parciales: –, –, –, – |            |        |           |
|             |                       |            |        | Árbitros: |

### Grupo C
| Pos. | Equipo       | Pts | PJ | PG | PP | PF  | PC  | Dif |
| ---- | ------------ | --- | -- | -- | -- | --- | --- | --- |
| 1.   | San Lorenzo  | 8   | 4  | 4  | 0  | 321 | 292 | +29 |
| 2.   | Franca BC    | 6   | 4  | 2  | 2  | 315 | 316 | –1  |
| 3.   | Obras Basket | 4   | 4  | 0  | 4  | 322 | 350 | –28 |

|  | Clasificados a la siguiente fase del torneo. |

Primera ventana
| 31 de enero, 20:10 (UTC–3:00) | San Lorenzo                                                                          | 86–81                | Obras                                                                    | Buenos Aires                                                                                       |  |
|                               | Parciales: 28–17, 13–24, 23–21, 22–19                                                |                      |                                                                          | |  |
|                               | Estadísticas José Ignacio Vildoza 22 Roberto Santiago Acuña 9 José Ignacio Vildoza 8 | Reporte Pts Reb Asts | Estadísticas 24 Joaquín Rodríguez 16 Luca Valussi 10 Fernando Zurbriggen | Pabellón: Estadio Obras Sanitarias Árbitros: Roberto Vázquez Fabricio Vito Rodrigo León Mejía Mesa |  |

| 1 de febrero, 17:10 (UTC–3:00) | Obras                                                                     | 88–93                | Franca BC                                                     | Buenos Aires                                                                                              |  |
|                                | Parciales: 18–22, 24–20, 22–22, 24–29                                     |                      |                                                               | |  |
|                                | Estadísticas Fernando Zurbriggen 21 Luca Valussi 10 Fernando Zurbriggen 5 | Reporte Pts Reb Asts | Estadísticas 25 Jamaal Smith 11 Guilherme Hubner 4 Lucas Días | Pabellón: Estadio Obras Sanitarias Árbitros: Roberto Vázquez Carlos Ándres Velez Londoño Sebastián Negrón |  |

| 2 de febrero, 17:10 (UTC–3:00) | San Lorenzo                                                             | 73–68                | Franca BC                                            | Buenos Aires |  |
|                                | Parciales: 26–15, 18–15, 20–16, 9–22                                    |                      |                                                      | |  |
|                                | Estadísticas José Ignacio Vildoza 20 Facundo Piñero 6 Nicolás Aguirre 8 | Reporte Pts Reb Asts | Estadísticas 19 Lucas Días 8 Andre Goes 5 Andre Goes | Pabellón: Estadio Obras Sanitarias Árbitros: Roberto Vázquez Carlos Ándres Velez Londoño Rodrigo León Mejía Mesa |  |

Segunda ventana
| 7 de marzo, 20:10 (UTC–3:00) | Obras                                                                           | 73–87                | San Lorenzo | Buenos Aires                                                                                                |  |
|                              | Parciales: 18–14, 14–21, 17–25, 24–27                                           |                      | | |  |
|                              | Estadísticas Fernando Zurbriggen 15 Fernando Zurbriggen 7 Fernando Zurbriggen 5 | Reporte Pts Reb Asts | Estadísticas 14 Darquavis Lamar "Dar" Tucker / José Ignacio Vildoza 8 Roberto Santiago Acuña 7 José Ignacio Vildoza | Pabellón: Estadio Obras Sanitarias Árbitros: Andrés Gastón Bartel Maina Roberto Vázquez Danilo Ariel Molina |  |

| 8 de marzo, 20:10 (UTC–3:00) | San Lorenzo                                                                                             | 75–70                | Franca BC                                                    | Buenos Aires |  |
|                              | Parciales: 23–19, 18–23, 15–19, 19–9                                                                    |                      |                                                              | |  |
|                              | Estadísticas José Ignacio Vildoza 21 Kevin Cristian Hernández / Facundo Piñero 7 José Ignacio Vildoza 7 | Reporte Pts Reb Asts | Estadísticas 18 Rodney Green 12 Guilherme Hubner 9 Elio Neto | Pabellón: Estadio Obras Sanitarias Árbitros: Andrés Gastón Bartel Maina Carlos Andrés Peralta Ortega Nicolás Daniel Flores Avalos |  |

| 9 de marzo, 20:10 (UTC–3:00) | Obras | 80–84                | Franca BC                                                  | Buenos Aires |  |
|                              | Parciales: 23–22, 13–14, 20–28, 24–20                                                                                               |                      |                                                            | |  |
|                              | Estadísticas Fernando Zurbriggen 22 Luca Agustin Valussi / Francisco Barbotti 5 Fernando Zurbriggen / Juan Pablo Venegas Schaefer 5 | Reporte Pts Reb Asts | Estadísticas 24 Lucas Días 11 Guilherme Hubner 5 Elio Neto | Pabellón: Estadio Obras Sanitarias Árbitros: Roberto Vázquez Andrés Gastón Bartel Maina Carlos Andrés Peralta Ortega |  |

Tercera ventana
| 27 de marzo | Franca BC             | suspendido | Obras | Franca    |
|             | Parciales: –, –, –, – |            |       |           |
|             |                       |            |       | Árbitros: |

| 28 de marzo | San Lorenzo           | suspendido | Obras | Franca    |
|             | Parciales: –, –, –, – |            |       |           |
|             |                       |            |       | Árbitros: |

| 29 de marzo | Franca BC             | suspendido | San Lorenzo | Franca    |
|             | Parciales: –, –, –, – |            |             |           |
|             |                       |            |             | Árbitros: |

### Grupo D
| Pos. | Equipo    | Pts | PJ | PG | PP | PF  | PC  | Dif |
| ---- | --------- | --- | -- | -- | -- | --- | --- | --- |
| 1.   | Flamengo  | 10  | 5  | 5  | 0  | 413 | 380 | +33 |
| 2.   | Minas TC  | 8   | 6  | 2  | 4  | 492 | 494 | –2  |
| 3.   | Instituto | 6   | 5  | 1  | 4  | 406 | 437 | –31 |

|  | Clasificados a la siguiente fase del torneo. |

Primera ventana
| 3 de febrero, 19:40 (UTC–2:00) | Flamengo                                                             | 79–69                | Minas TC | Río de Janeiro                                                                                     |  |
|                                | Parciales: 19–10, 17–12, 26–21, 17–26                                |                      | | |  |
|                                | Estadísticas Marcus Vinicius 16 Rafael Hettsheimeir 8 Franco Balbi 9 | Reporte Pts Reb Asts | Estadísticas 25 Shaquille Kamel A. Johnson 8 Ronald Rudson Rodríguez Reis 3 David Dwayne Jackson Jr. / Luciano Parodi González | Pabellón: Maracanãzinho Árbitros: Guilherme Locatelli Daniel Alberto García Nieves Leandro Lezcano |  |

| 4 de febrero, 19:40 (UTC–2:00) | Minas TC                                                                      | 100–85               | Instituto                                                        | Río de Janeiro                                                                                            |  |
|                                | Parciales: 25–28, 25–23, 27–13, 23–21                                         |                      |                                                                  | |  |
|                                | Estadísticas David Dwayne Jackson Jr. 24 David Nesbitt 8 Joao Paulo Batista 5 | Reporte Pts Reb Asts | Estadísticas 15 Santiago Scala 7 Ron Jackson Jr. 5 Juan Brussino | Pabellón: Maracanãzinho Árbitros: Daniel Alberto García Nieves Felipe Ibarra Nicolas Daniel Flores Avalos |  |

| 5 de febrero, 19:40 (UTC–2:00) | Flamengo              | suspendido | Instituto | Río de Janeiro                             |
|                                | Parciales: –, –, –, – |            |           |                                            |
|                                |                       |            |           | Pabellón: Gimnasio Maracanãzinho Árbitros: |

Segunda ventana
| 7 de marzo, 17:40 (UTC–3:00) | Minas TC | 81–84                | Instituto | Belo Horizonte |  |
|                              | Parciales: 19–21, 20–17, 16–23, 26–23                                                                                         |                      | | |  |
|                              | Estadísticas David Dwayne Jackson Jr. / Luciano Parodi González / Davi Rossetto 11 Gui Carvalho 10 David Dwayne Jackson Jr. 7 | Reporte Pts Reb Asts | Estadísticas 21 Santiago Nicolás Scala 10 Pablo Aníbal Espinoza / Néstor Enrique Colmenares Uzcategui 6 Santiago Nicolás Scala | Pabellón: Arena Minas Tênis Clube Árbitros: Jorge Vázquez Carlos Andrés Velez Londoño Felipe Guillermo Valenzuela Barrera |  |

| 8 de marzo, 17:40 (UTC–3:00) | Flamengo                                                          | 78–77                | Instituto                                                                                     | Belo Horizonte                                                                                              |  |
|                              | Parciales: 13–24, 24–25, 27–18, 14–10                             |                      |                                                                                               | |  |
|                              | Estadísticas Luciano González 13 Carlos Olivinha 10 Yago Santos 6 | Reporte Pts Reb Asts | Estadísticas 25 Martín Cuello 10 Néstor Enrique Colmenares Uzcategui 5 Santiago Nicolás Scala | Pabellón: Arena Minas Tênis Clube Árbitros: Jorge Vázquez Carlos Andrés Velez Londoño Kristian Páez Arteaga |  |

| 9 de marzo, 17:40 (UTC–3:00) | Minas TC | 93–96                | Flamengo | Belo Horizonte                                                                           |  |
|                              | Parciales: 19–24, 16–20, 29–23, 29–29                                                                                      |                      | |                                                                                          |  |
|                              | Estadísticas David Dwayne Jackson Jr. 34 David Dwayne Jackson Jr. 7 Luciano Parodi González / Shaquille Kamel A. Johnson 4 | Reporte Pts Reb Asts | Estadísticas 20 Marcus Vinicius Vieira de Souza 8 Marcus Vinicius Vieira de Souza / Rafa Mineiro 5 Yago Santos | Pabellón: Arena Minas Tênis Clube Árbitros: Jorge Vázquez Marcos Benito Sebastián Negrón |  |

Tercera ventana
| 24 de marzo, 19:10 (UTC–3:00) | Instituto                                                           | 80–88                | Minas TC                                                         | Córdoba                                                                                              |  |
|                               | Parciales: 26–25, 26–16, 13–24, 15–23                               |                      |                                                                  | |  |
|                               | Estadísticas Santiago Scala 25 Néstor Colmenares 14 Juan Brussino 5 | Reporte Pts Reb Asts | Estadísticas 21 Luciano Parodi 12 David Nesbitt 7 Luciano Parodi | Pabellón: Estadio Ángel Sandrín Árbitros: Roberto Vázquez Carlos Vélez Londo Gonzalo Salgueiro Marti |  |

| 25 de marzo, 19:10 (UTC–3:00) | Flamengo                                                           | 70–61                | Minas TC                                                                        | Córdoba                                                                                 |  |
|                               | Parciales: 17–15, 21–14, 12–18, 20–14                              |                      |                                                                                 |                                                                                         |  |
|                               | Estadísticas Marquinhos Sousa 17 Rafa Mineiro 9 Marquinhos Sousa 5 | Reporte Pts Reb Asts | Estadísticas 13 Joao Paulo Batista 11 Ronald Rodrigues Reis 3 Shaquille Johnson | Pabellón: Estadio Ángel Sandrín Árbitros: Roberto Vázquez Diego Chiconato Danilo Molina |  |

| 26 de marzo, 19:10 (UTC–3:00) | Instituto                                                          | 80–90                | Flamengo                                                                | Córdoba                                                                                    |  |
|                               | Parciales: 25–24, 18–24, 14–27, 23–15                              |                      |                                                                         |                                                                                            |  |
|                               | Estadísticas Martin Cuello 21 Néstor Colmenares 9 Santiago Scala 7 | Reporte Pts Reb Asts | Estadísticas 17 Rafael Hettsheimeir 7 Rafael Hettsheimeir 7 Yago Santos | Pabellón: Estadio Ángel Sandrín Árbitros: Roberto Vázquez Carlos Vélez Londo Felipe Ibarra |  |

## Segunda fase; play-offs
|  | Cuartos de final | Cuartos de final | Cuartos de final |          |             | Semifinales | Semifinales | Semifinales |          |              | Final        | Final        | Final |  |
|  |                  |                  |                  |          |             |             |             |             |          |              |              |              |       |  |
|  |                  |                  |                  |          |             |             |             |             |          |              |              |              |       |  |
|  | San Lorenzo      | San Lorenzo      | 75               |          |             |             |             |             |          |              |              |              |       |  |
|  | San Lorenzo      | San Lorenzo      | 75               |          |             |             |             |             |          |              |              |              |       |  |
|  | São Paulo        | São Paulo        | 78               |          |             |             |             |             |          |              |              |              |       |  |
|  | São Paulo        | São Paulo        | 78               |          | São Paulo   | São Paulo   | 66          |             |          |              |              |              |       |  |
|  |                  |                  |                  |          | São Paulo   | São Paulo   | 66          |             |          |              |              |              |       |  |
|  |                  |                  | Flamengo         | Flamengo | 75          |             |             |             |          |              |              |              |       |  |
|  | Flamengo         | Flamengo         | Flamengo         | Flamengo | 75          | 74          |             |             |          |              |              |              |       |  |
|  | Flamengo         | Flamengo         |                  |          |             |             |             |             |          |              |              |              |       |  |
|  | Caballos         | Caballos         | 59               |          |             |             |             |             |          |              |              |              |       |  |
|  | Caballos         | Caballos         | 59               |          |             |             |             |             |          | Real Estelí  | Real Estelí  | 80           |       |  |
|  |                  |                  |                  |          |             |             |             |             |          | Real Estelí  | Real Estelí  | 80           |       |  |
|  |                  |                  | Flamengo         | Flamengo | 84          |             |             |             |          |              |              |              |       |  |
|  | Quimsa           | Quimsa           | Flamengo         | Flamengo | 84          | 60          |             |             |          |              |              |              |       |  |
|  | Quimsa           | Quimsa           |                  |          |             |             |             |             |          |              |              |              |       |  |
|  | Minas TC         | Minas TC         | 87               |          |             |             |             |             |          |              |              |              |       |  |
|  | Minas TC         | Minas TC         | 87               |          | Real Estelí | Real Estelí | 98          |             |          | Tercer lugar | Tercer lugar | Tercer lugar |       |  |
|  |                  |                  |                  |          | Real Estelí | Real Estelí | 98          |             |          | Tercer lugar | Tercer lugar | Tercer lugar |       |  |
|  |                  |                  | Minas TC         | Minas TC | 95          |             |             |             |          |              |              |              |       |  |
|  | Real Estelí      | Real Estelí      | Minas TC         | Minas TC | 95          | 94          |             |             | Minas TC | Minas TC     | 75           |              |       |  |
|  | Real Estelí      | Real Estelí      |                  |          |             |             |             |             | Minas TC | Minas TC     | 75           |              |       |  |
|  | Franca BC        | Franca BC        | 73               |          |             |             |             |             |          |              | São Paulo    | São Paulo    | 58    |  |
|  | Franca BC        | Franca BC        | 73               |          |             |             |             |             |          |              | São Paulo    | São Paulo    | 58    |  |
|  |                  |                  |                  |          |             |             |             |             |          |              |              |              |       |  |

### Cuartos de final
| 10 de abril, 11:40 (UTC–6:00) | San Lorenzo                                                       | 75–78                | São Paulo                                                                 | Managua                                                                                                  |  |
|                               | Parciales: 21–21, 21–17, 17–18, 16–22                             |                      |                                                                           | |  |
|                               | Estadísticas José Vildoza 16 Facundo Piñeyro 8 Máximo Fjellerup 3 | Reporte Pts Reb Asts | Estadísticas 20 Georginho De Paula 8 Corderro Bennet 6 Georginho De Paula | Pabellón: Polideportivo Alexis Argüello Árbitros: Jorge Vázquez Carlos Vélez Londo Nicolás Flores Ávalos |  |

| 10 de abril, 14:10 (UTC–6:00) | Flamengo                                                        | 74–59                | Caballos                                                        | Managua |  |
|                               | Parciales: 21–8, 14–18, 18–16, 21–17                            |                      |                                                                 | |  |
|                               | Estadísticas Lucas Martínez 14 Marquinhos Soysa 8 Yago Santos 9 | Reporte Pts Reb Asts | Estadísticas 13 Timajh Parker 9 Timajh Parker 3 Ernesto Oglivie | Pabellón: Polideportivo Alexis Argüello Árbitros: Andrés Bartel Maina Leonardo Zalazar Kristian Paez Arteaga |  |

| 10 de abril, 16:40 (UTC–6:00) | Quimsa                                                         | 60–87                | Minas TC                                                     | Managua |  |
|                               | Parciales: 11–17, 14–30, 22–22, 13–18                          |                      |                                                              | |  |
|                               | Estadísticas Ismael Romero 16 Ismael Romero 9 Franco Baralle 3 | Reporte Pts Reb Asts | Estadísticas 20 David Jackson 7 Gui Carvalho 5 David Jackson | Pabellón: Polideportivo Alexis Argüello Árbitros: Carlos Peralta Ortega Julio Anaya Freile Gonzalo Salgueiro Marti |  |

| 10 de abril, 19:10 (UTC–6:00) | Real Estelí                                                    | 94–73                | Franca BC                                                        | Managua |  |
|                               | Parciales: 23–15, 17–18, 23–21, 31–19                          |                      |                                                                  | |  |
|                               | Estadísticas Jared Ruiz 28 Javier Mojica 10 Jezreel De Jesús 4 | Reporte Pts Reb Asts | Estadísticas 18 Guilherme Hubner 11 Guilherme Hubner 7 Elio Neto | Pabellón: Polideportivo Alexis Argüello Árbitros: Roberto Vázquez Alexis Mercado Pacheco Virginia Peruchini |  |

### Semifinales
| 11 de abril, 16:40 (UTC–6:00) | São Paulo                                                                 | 66–75                | Flamengo                                                                     | Managua                                                                                             |  |
|                               | Parciales: 9–24, 14–13, 20–25, 23–13                                      |                      |                                                                              | |  |
|                               | Estadísticas Georginho De Paula 22 Georginho De Paula 9 Corderro Bennet 3 | Reporte Pts Reb Asts | Estadísticas 14 Marquinhos Sousa 9 Rafael Hettsheimeir 5 Rafael Hettsheimeir | Pabellón: Polideportivo Alexis Argüello Árbitros: Leonardo Zalazar Andreia Silva Virginia Peruchini |  |

| 11 de abril, 19:10 (UTC–6:00) | Real Estelí           | 98–95   | Minas TC | Managua                                                                                              |  |
|                               | Parciales: –, –, –, – |         |          | |  |
|                               |                       | Reporte |          | Pabellón: Polideportivo Alexis Argüello Árbitros: Jorge Vázquez Julio Anaya Freile Roberto Mota Inoa |  |

### Partido por el tercer puesto
| 13 de abril, 16:40 (UTC–6:00) | Minas TC                                                      | 75–58                | São Paulo                                                            | Managua                                                                                                   |  |
|                               | Parciales: 13–15, 15–12, 29–17, 18–14                         |                      |                                                                      | |  |
|                               | Estadísticas David Jackson 14 David Nesbitt 8 David Jackson 7 | Reporte Pts Reb Asts | Estadísticas 17 Georginho De Paula 9 Lucas Mariano 2 Corderro Bennet | Pabellón: Polideportivo Alexis Argüello Árbitros: Marcos Benito Alexis Mercado Pacheco Rodrigo Mejía Mesa |  |

### Final
| 13 de abril, 19:10 (UTC–6:00) | Real Estelí                                                               | 80–84                | Flamengo                                                           | Managua |  |
|                               | Parciales: 25–24, 12–20, 23–23, 20–17                                     |                      |                                                                    | |  |
|                               | Estadísticas Jezreel De Jesús 23 Alexander Franklin 11 Jezreel De Jesús 4 | Reporte Pts Reb Asts | Estadísticas 21 Rafale Hettsheimeir 8 Lucas Martínez 8 Yago Santos | Pabellón: Polideportivo Alexis Argüello Árbitros: Roberto Vázquez Andrés Bartel Maina Carlos Peralta Ortega |  |

## Estadísticas

### Equipos ideales
Fase regular
| Primera ventana - José Vildoza, base, San Lorenzo - Georginho De Paula, escolta, São Paulo - Jhonatan Rodrígues, alero, Titanes de Barranquilla - Renaldo Balkman, ala-pívot, Real Estelí - Lucas Mariano, pívot, São Paulo | Segunda ventana - José Vildoza, base, San Lorenzo - Brandon Moss, escolta, Universidad de Concepción - Jhonatan Rodrígues, alero, Titanes de Barranquilla - Lucas Días, ala-pívot, Franca BC - Ernesto Oglivie, pívot, Caballos de Coclé |